# Tillodontia
Tillodontia es un suborden de mamíferos placentarios ungulados arcaicos (Cimolesta), que vivieron desde el Paleoceno Inferior hasta el Eoceno Superior en Eurasia y Norteamérica.

## Taxonomía
Suborden Tillodontia
Género †Azygonyx (Gingerich, 1989)
Género †Basalina (Dehm &Oettingen-Spielberg, 1958)
Género †Benaius (Wang & Jin, 2004)
Género †Dysnoetodon (Zhang, 1980)
Familia †Esthonychidae (Cope, 1883) (Sinonim. Anchippodontidae, Tillotheriidae)
Género †Adapidium (Young, 1937)
Subfamilia †Esthonychinae (Zittel & Schlosser, 1911)
Género †Anthraconyx Rose et al., 2013
Género †Esthonyx (Cope, 1874)
Género †Megalesthonyx (Rose, 1972)
Subfamilia †Trogosinae (Gazin, 1953) (Sinonim. Anchippodus)
Género †Tillodon (Gazin, 1953)
Género †Trogosus (Leidy, 1871) (Sinonim. Tillotherium)
Género †Franchaius (Baudry, 1992; sinónimo de Plesiesthonyx según Hooker, 2010)
Género †Higotherium (Miyata & Tomida, 1998)
Género †Interogale (Huang & Zheng, 1983)
Género †Kuanchuanius (Chow, 1963)
Género †Lofochaius (Chow et al. , 1973)
Género †Meiostylodon (Wang, 1975)
Género †Plesiesthonyx (Lemoine, 1891)
Género †Plethorodon (Huang & Zheng, 1987)
Género †Simplodon (Huang & Zheng, 2003)
Familia †Yuesthonychidae (Tong & Wang & Fu, 2003)
Género †Yuesthonyx (Tong & Wang & Fu, 2003)